# Regleta de connexió

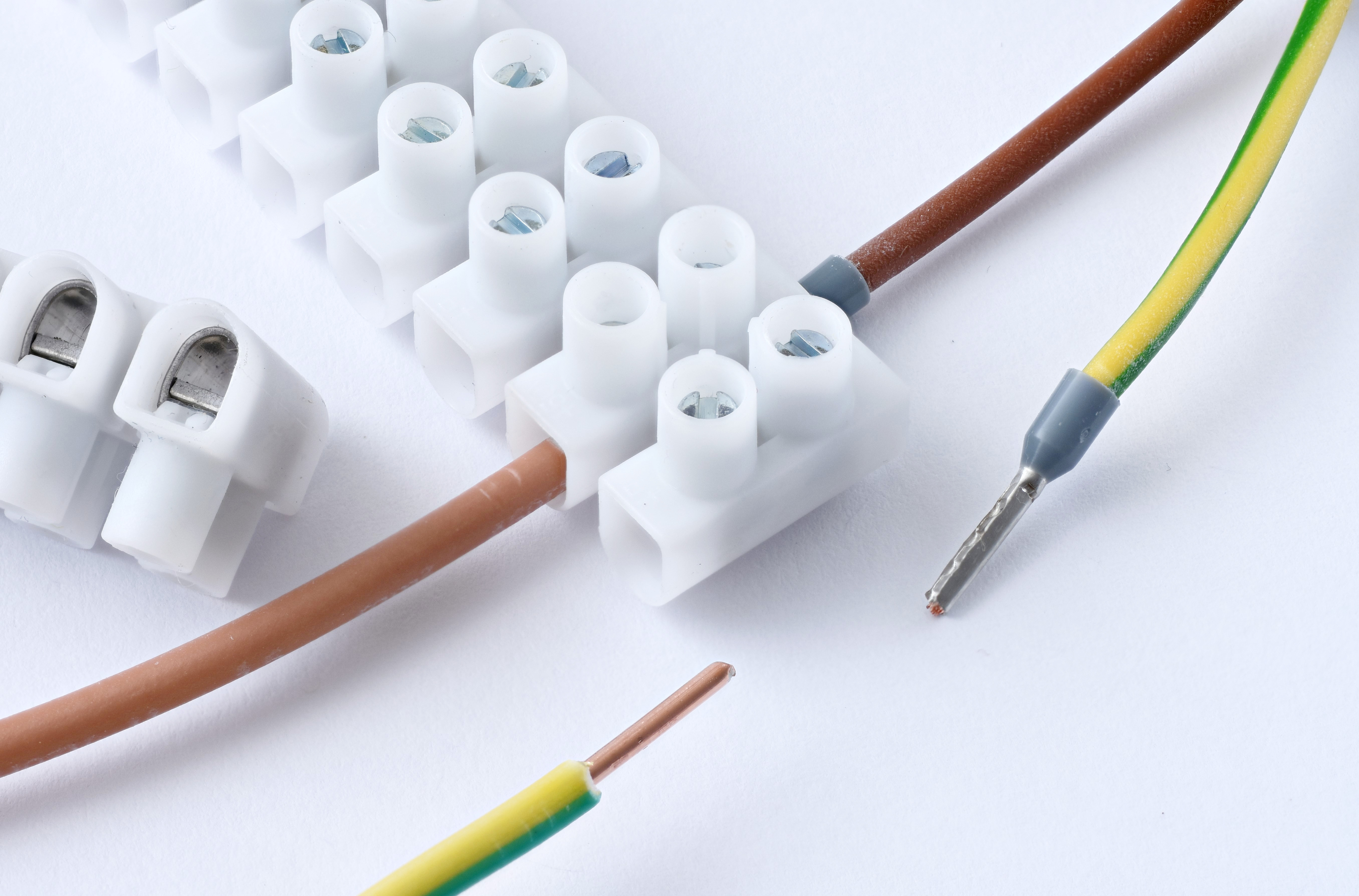
Regleta de connexió

Una regleta de connexió o bloc de terminals, és un tipus de connector elèctric per connectar cables elèctrics d'un sol o de múltiples nuclis en què un cable s'apreta contra una peça metàl·lica mitjançant un cargol, una molla o un connector Fast-On.

## Descripció

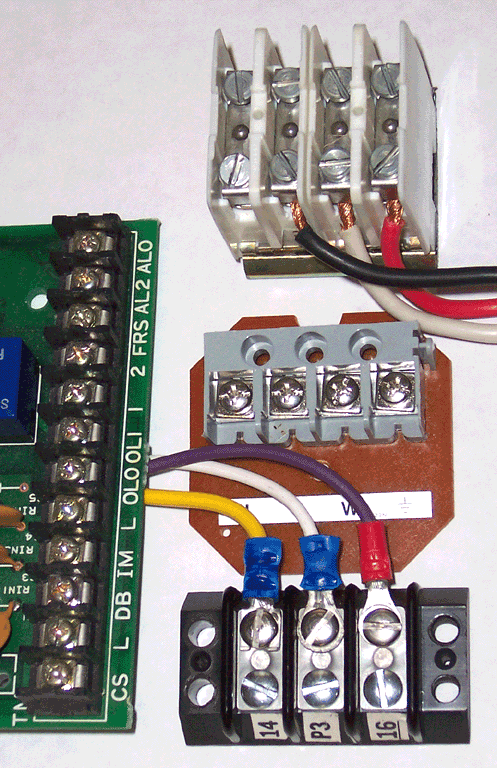
Borneres com a connectors individuals a un circuit a l'esquerra.

Les regletes fetes de plàstic tou o dur s'ofereixen normalment com una tira de dotze forats que es poden tallar en peces adequades (normalment dos, tres o quatre pols) segons sigui necessari. En tallar, assegurar-se que l'aïllament lateral del bloc de terminals es mantingui intacte, és a dir, només es tallen els conductes de connexió.
Al cable de vegades simplement se li retira l'aïllament exterior a l'extrem, i altres vegades es doblega en forma d'U o J per ajustar-se millor a l'eix del cargol. Alternativament, al cable se li pot crimpar un terminal per protegir-lo. En qualsevol cas, cal prémer un cargol o una molla per assegurar la connexió. La regleta està feta principalment de plàstic amb cargols a l'interior.

## Ús
Els blocs de terminals s'utilitzen entre altres coses per connectar un terminal de terra en aparells com a protectors de sobretensions. La majoria dels sistemes de megafonia dels edificis les empren per als altaveus. També s'usen amb freqüència al cablejat elèctric, per connectar endolls i interruptors a la xarxa elèctrica, o per connectar electrodomèstics com l'assecadora o el forn a un circuit aïllat d'una llar.
En instal·lacions domèstiques, les regletes es poden trobar a les marquesines de connexió dels llums de sostre o de paret. També s'utilitzen sovint per a configuracions experimentals variables, com ara manualitats d'electrònica, ja que creen una connexió clara i fàcilment desmuntable. Quan el treball elèctric és realitzat per especialistes, les regletes que es troben sovint se substitueixen per terminals de molla, que creen una connexió significativament més segura que és més fàcil de connectar, però a un cost lleugerament més elevat. De fet la pinça de molla permanent i de l'autobloqueig en cas de tensió de tracció, aquesta connexió, a diferència d'una regleta de cargols, no s'afluixa fins i tot a llarg termini.

## Regleta múltiple
Les regletes múltiples estan disposades en forma de tira, tenint cada connexió dos cargols. S'usa aquest tipus per connectar dos components diferents, un a cada costat. Això permet una gran facilitat per distribuir l'lectricitat cap a diversos punts diferents.

## Regleta Fast-On
Les regletes Fast-On múltiples també estan disposades en forma de tira, tenint cada connexió dos terminals Fast-On mascle. S'usa aquest tipus per connectar diferents components, un a cada costat. Això permet una gran facilitat per distribuir l'lectricitat cap a diversos direccions del cablejat i fins i tot algunes porten interconnexions amb els ponts ja fets

## Avantatges i desavantatges

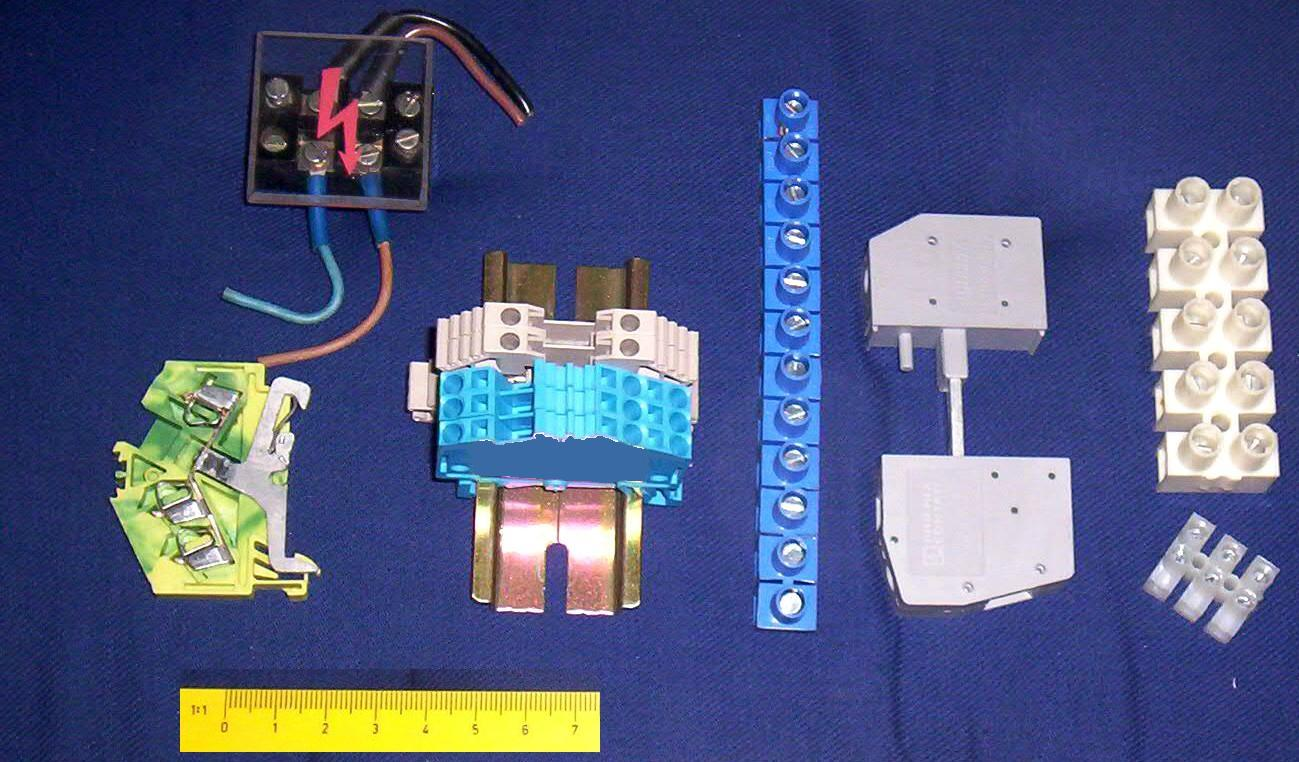
Diferents regletes

Un avantatge de les regletes és que no s'han d'usar connectors, de manera que no sorgeix el problema de la compatibilitat per la unió de cables de diferents seccions o formes. A més, les connexions són molt segures, tant físicament com elèctricament, ja que fan un contacte ferm amb una gran secció del cable. Això també porta al desavantatge que es pot donar el cas de necessitar diversos minuts per prémer o deixar anar una regleta; que amb un altre sistema hagués estat suficient connectar o desconnectar. Un altre desavantatge és que l'ús d'un cable molt fi pot provocar-ne el trencament.
Les regletes de vegades es poden afluixar si a l'hora del seu muntatge no van ser ben apretades. És per això que algunes reglamentacions nacionals estableixen que les regletes han d'estar ben visibles per mantenir-los.
Una pressió excessiva del cargol de subjecció pot provocar la fractura del cable.

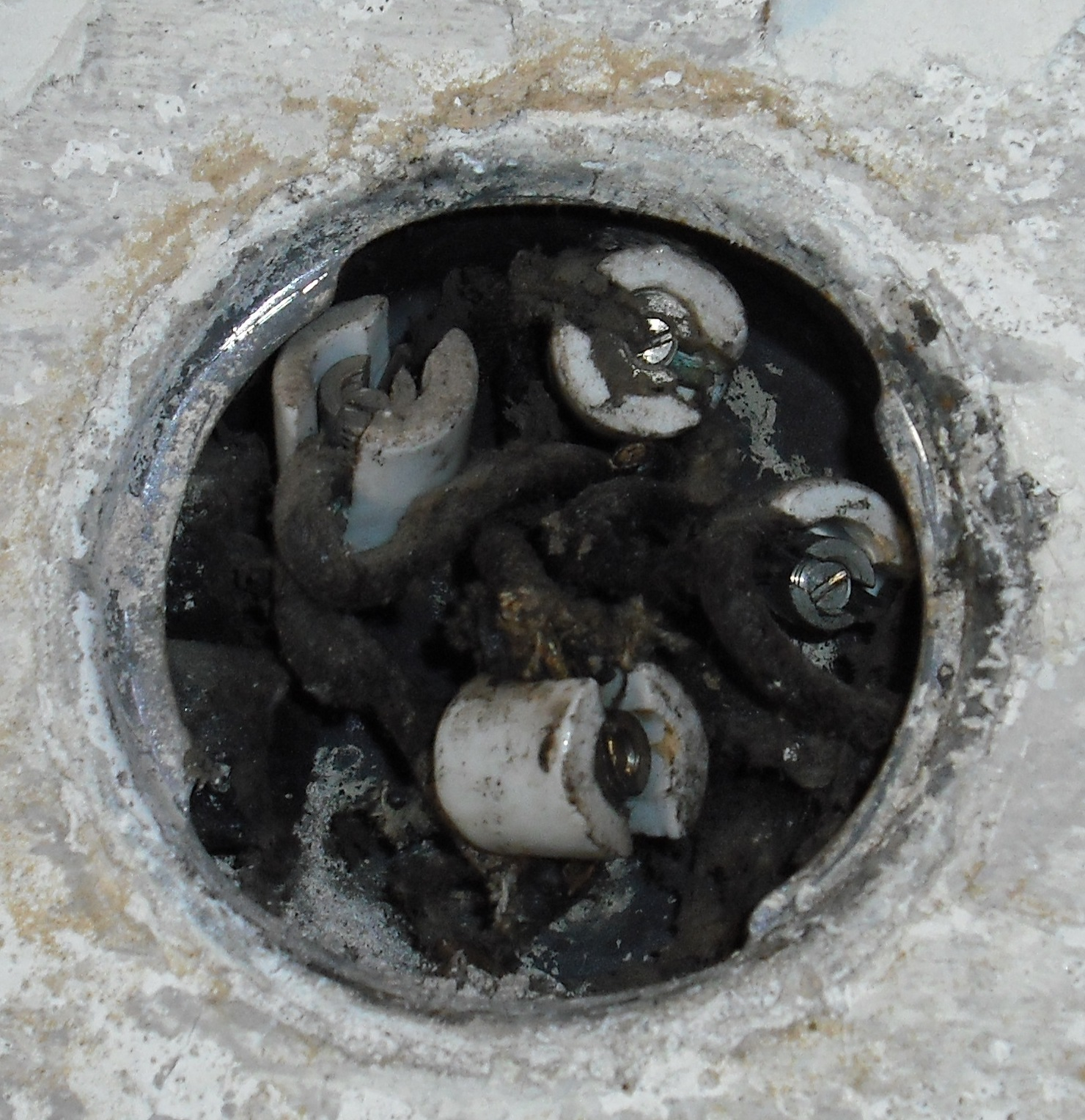
Regleta vella amb terminals aïllats amb porcellana
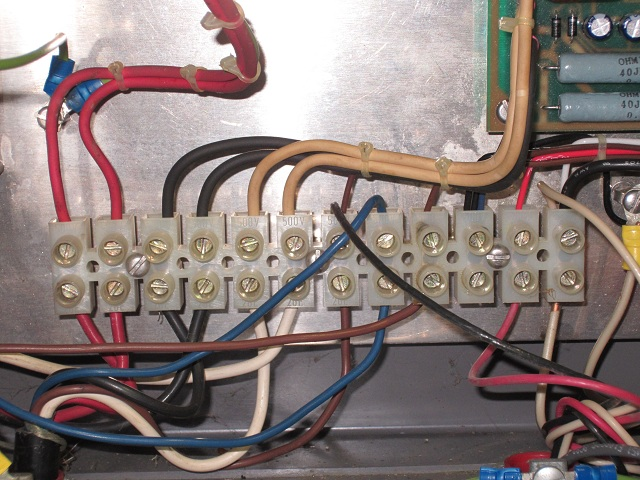
Regleta amb mútiples connexions
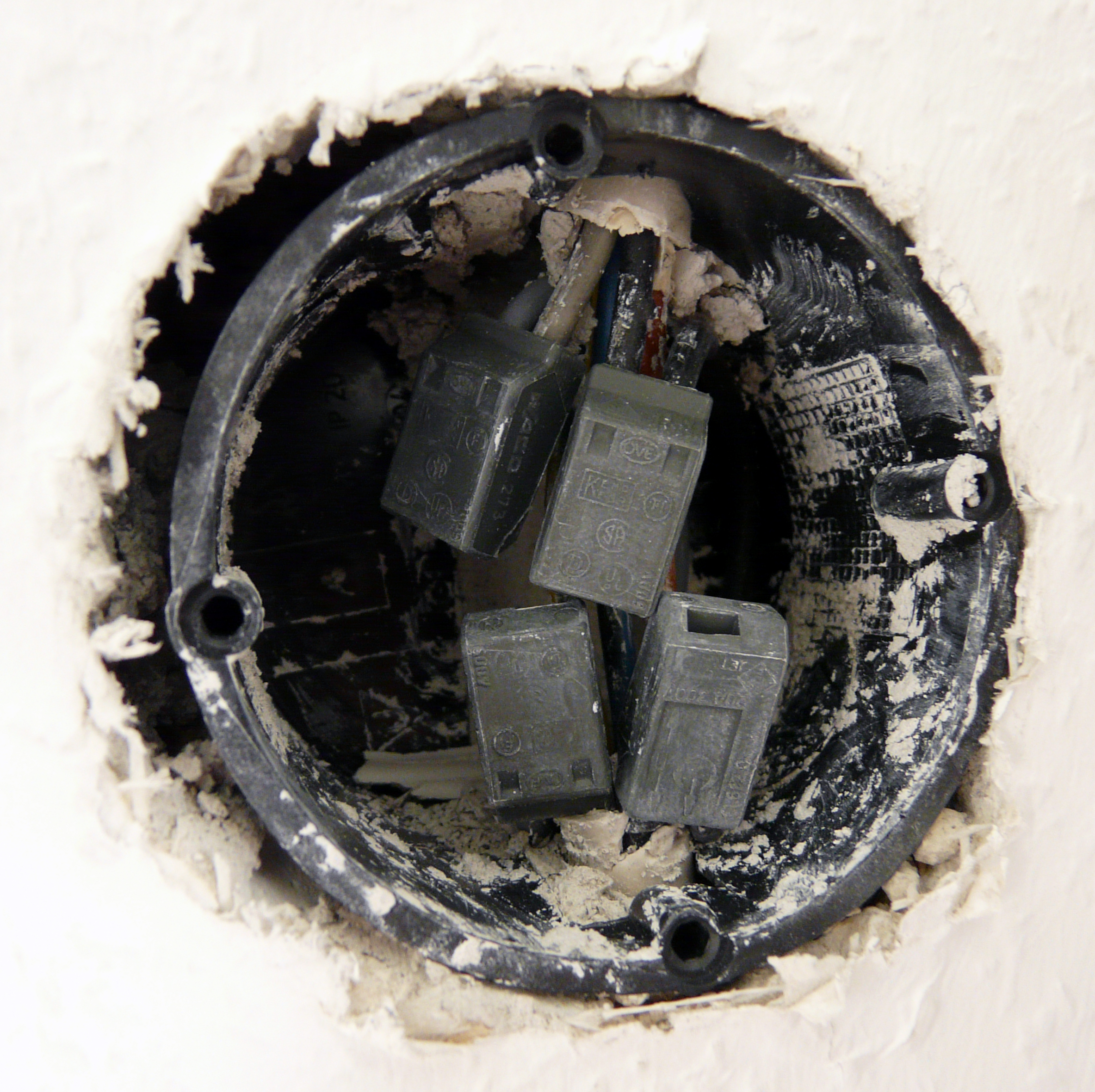
caixa de connexió de bakelita vella amb terminals
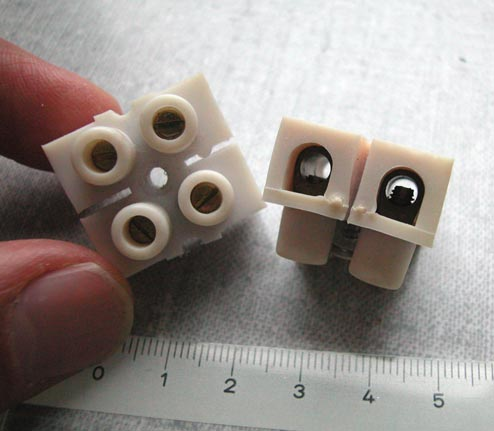
Dues regletes mesurades amb un regle

## Pautes d'ús
Abans d'utilitzar les regletes, s'ha de comprovar en cada cas individual si es compleixen les directrius per aquella aplicació. A Alemanya, per exemple, d'acord amb els estàndards VDE, no es permeten regletes ni altres terminals solts per connectar conductors als quadres de distribuïdors, ja que no poden complir determinats requisits, s'han d'utilitzar blocs de terminals o regletes de terminals muntats de manera permanent.